# العلاقات الإسواتينية الكولومبية
العلاقات الإسواتينية الكولومبية هي العلاقات الثنائية التي تجمع بين إسواتيني وكولومبيا.

## مقارنة بين البلدين
هذه مقارنة عامة ومرجعية للدولتين:
| وجه المقارنة                                              | إسواتيني                                   | كولومبيا        |
| --------------------------------------------------------- | ------------------------------------------ | --------------- |
| المساحة (كم2)                                             | 17.36 ألف                                  | 1.14 مليون      |
| عدد السكان (نسمة)                                         | 1.37 مليون                                 | 49.07 مليون     |
| الكثافة السكانية (ن./كم²)                                 | 78.92                                      | 43.04           |
| العاصمة                                                   | لوبامبا، مبابان                            | بوغوتا          |
| اللغة الرسمية                                             | لغة إنجليزية، لغة سوازي                    | اللغة الإسبانية |
| العملة                                                    | ليلانغيني سوازيلندي                        | بيزو كولومبي    |
| الناتج المحلي الإجمالي (بليون دولار)                      | 4.41 مليار                                 | 309.19 مليار    |
| الناتج المحلي الإجمالي (تعادل القوة الشرائية) بليون دولار | 11.13 مليار                                | 724.96 مليار    |
| الناتج المحلي الإجمالي الاسمي للفرد دولار أمريكي          | 3.20 ألف                                   | 7.60 ألف        |
| الناتج المحلي الإجمالي للفرد دولار أمريكي                 | 8.29 ألف                                   | 13.36 ألف       |
| مؤشر التنمية البشرية                                      | 0.531                                      | 0.720           |
| رمز المكالمات الدولي                                      | +268                                       | +57             |
| رمز الإنترنت                                              | .sz                                        | .co             |
| المنطقة الزمنية                                           | التوقيت القياسي لجنوب أفريقيا، ت ع م+02:00 | 00              |

## منظمات دولية مشتركة
يشترك البلدان في عضوية مجموعة من المنظمات الدولية، منها:
| علم المنظمة | اسم المنظمة                               | تاريخ انضمام إسواتيني | تاريخ انضمام كولومبيا |
| ----------- | ----------------------------------------- | --------------------- | --------------------- |
|             | مؤسسة التنمية الدولية                     | 22 سبتمبر 1969        | 16 يونيو 1961         |
|             | يونسكو                                    | 25 يناير 1978         | 31 أكتوبر 1947        |
|             | وكالة ضمان الاستثمار متعدد الأطراف        | 18 أبريل 1990         | 30 نوفمبر 1995        |
|             | الأمم المتحدة                             | 24 سبتمبر 1968        | 5 نوفمبر 1945         |
|             | الاتحاد البريدي العالمي                   | ?                     | ?                     |
|             | البنك الدولي للإنشاء والتعمير             | 22 سبتمبر 1969        | 24 ديسمبر 1946        |
|             | الاتحاد الدولي للاتصالات                  | 11 نوفمبر 1970        | 25 أغسطس 1914         |
|             | منظمة حظر الأسلحة الكيميائية              | ?                     | ?                     |
|             | مؤسسة التمويل الدولية                     | 22 سبتمبر 1969        | 20 يوليو 1956         |
|             | المركز الدولي لتسوية المنازعات الاستشارية | 14 يوليو 1971         | 14 أغسطس 1997         |
|             | منظمة التجارة العالمية                    | ?                     | ?                     |
|             | منظمة الشرطة الجنائية الدولية             | ?                     | ?                     |